# Regne Buyeo
Buyeo o Puyŏ (coreà: pujʌ), Fuyu en xinès, va ser un regne antic coreà localitzat l'actual Manxúria fins al nord de Corea del Nord, durant el segon segle aC fins al 494. Les seves restes van ser absorbides pel regne veí i germà de Goguryeo en 494. Tant Goguryeo com Baekje, són dos dels Tres Regnes de Corea, es consideraven a si mateixos la seva nació successora.